# Tour der schottischen Rugby-Union-Nationalmannschaft nach Argentinien 1969
| Tour der Schotten nach Argentinien 1969 | Tour der Schotten nach Argentinien 1969 | Tour der Schotten nach Argentinien 1969 | Tour der Schotten nach Argentinien 1969 | Tour der Schotten nach Argentinien 1969 |
| Übersicht                               | S                                       | G                                       | U                                       | N                                       |
| --------------------------------------- | --------------------------------------- | --------------------------------------- | --------------------------------------- | --------------------------------------- |
| Sonstige Spiele                         | 6                                       | 5                                       | 0                                       | 1                                       |
| Gesamt                                  | 6                                       | 5                                       | 0                                       | 1                                       |

Die Tour der schottischen Rugby-Union-Nationalmannschaft nach Argentinien 1969 umfasste eine Reihe von Freundschaftsspielen der schottischen Rugby-Union-Nationalmannschaft. Sie reiste im September 1969 durch Argentinien und bestritt während dieser Zeit sechs Spiele. Darunter waren zwei nicht als Test Matches zählende Länderspiele gegen die argentinische Nationalmannschaft, die mit einem Sieg und einer Niederlage endeten. Hinzu kamen vier weitere Spiele gegen Auswahlteams, die alle gewonnen werden konnten.

## Spielplan
- Hintergrundfarbe grün = Sieg
- Hintergrundfarbe rot = Niederlage

(Test Matches sind grau unterlegt; Ergebnisse aus der Sicht Schottlands)
| # | Datum              | Gegner                    | Ort          | Stadion      | Ergebnis |
| - | ------------------ | ------------------------- | ------------ | ------------ | -------- |
| 1 | 07. September 1969 | Argentinien C             | Buenos Aires | Estadio GEBA | 19:9     |
| 2 | 10. September 1969 | Seleccionado Interior     | Buenos Aires | Estadio GEBA | 11:3     |
| 3 | 13. September 1969 | Argentinien               | Buenos Aires | Estadio GEBA | 3:20     |
| 4 | 18. September 1969 | Unión de Rugby de Rosario | Rosario      | Plaza Jewell | 20:6     |
| 5 | 21. September 1969 | Argentinien B             | Buenos Aires | Estadio GEBA | 9:5      |
| 6 | 27. September 1969 | Argentinien               | Buenos Aires | Estadio GEBA | 6:3      |

## Länderspiele
(nicht als Test Matches zählend)
| 13. September 1969 | Argentinien                  | 20 : 3        | Schottland      | Estadio GEBA, Buenos Aires Schiedsrichter: Ricardo Colombo (Argentinien) |
| 13. September 1969 | Versuche: Miguens Travaglini | (8:0) Bericht | Versuche: Smith | Estadio GEBA, Buenos Aires Schiedsrichter: Ricardo Colombo (Argentinien) |

| 27. September 1969 | Argentinien     | 3 : 6         | Schottland                                | Estadio GEBA, Buenos Aires Schiedsrichter: Carlos Tozzi (Argentinien) |
| 27. September 1969 | Versuche: Otaño | (3:6) Bericht | Versuche: Carmichael Straftritte: Blaikie | Estadio GEBA, Buenos Aires Schiedsrichter: Carlos Tozzi (Argentinien) |